# الباخرة عمر الخيام
شتايغنبرغر عمر الخيام هي باخرة سياحية نهرية بمحركات مملوكة لمجموعة ترافكو وتديرها شركة ترافكو-شتايغنبرغر للفنادق والمنتجعات. تعمل الباخرة على الرحلات النهرية في بحيرة ناصر بين أسوان وأبو سمبل. سميت الباخرة على اسم الفيلسوف وعالم الرياضيات والفلك الفارسي عمر الخيام، وهي مصنفة ضمن فئة الخمس نجوم (الفئة الوطنية). تعمل الشركة المشغلة بالتعاون مع شركة السفر المصرية ديناستي وشركة فونيكس رايزن لخدمات السفر من بين أمور أخرى.

## حول الباخرة
بُنيت الباخرة في 2008 ودخلت الخدمة في 2009 وجرى تجديدها بالكامل في 2018. تضم الباخرة 68 كابينة مزدوجة و8 أجنحة كبيرة و4 أجنحة ملكية بسعة تصل إلى 160 شخصاً. وكل الغرف مجهزة بمكيف هواء غير مركزي وبها شرفة صغيرة.
يقع مطعم أبو نواس الموجود على متن الباخرة في منتصف الطابق الأول عند المدخل بجوار الاستقبال. يمكن الوصول إلى كابينة الضيوف في الطوابق من 2 إلى 4 وسطح التشميس عن طريق المصعد. وهناك بار يلبي احتياجات الضيوف على سطح التشميس. يوجد حمام سباحة ومسبحين للدوامات المائية في مقدمة في الباخرة. كما يوجد مسبحين للدوامات المائية في الطابق السفلي، بالإضافة إلى الساونا. وتوجد غرف لتقديم خدمات اللياقة البدنية والمساج. تشمل المرافق عدد 2 بار-ردهة عند مدخل الطابقين الثالث والرابع، وملحق بالطابق الثالث صالة للعب الورق وصالة بلياردو. يوجد متجر للهدايا التذكارية والمجوهرات والبطاقات البريدية وعدد قليل من الكتب في الطابق الثاني.

## وصلات خارجية
- "MS Steigenberger Omar El Khayam deck plans" (بالإنجليزية). Cruise Mapper. Retrieved 2019-11-02. {{استشهاد ويب}}: الوسيط غير المعروف |abruf-verborgen= تم تجاهله يقترح استخدام |access-date= (help)